# Rialto (Californië)
Rialto is een plaats (city) in de Amerikaanse staat Californië, en valt bestuurlijk gezien onder San Bernardino County.

## Demografie
Bij de volkstelling in 2000 werd het aantal inwoners vastgesteld op 91.873.
In 2006 is het aantal inwoners door het United States Census Bureau geschat op 99.467, een stijging van 7594 (8,3%).

## Geografie
Volgens het United States Census Bureau beslaat de plaats een oppervlakte van
56,6 km², geheel bestaande uit land.

## Plaatsen in de nabije omgeving
De onderstaande figuur toont nabijgelegen plaatsen in een straal van 16 km rond Rialto.